# Pangasius macronema
Pangasius macronema és una espècie de peix de la família dels pangàsids i de l'ordre dels siluriformes.

## Morfologia
Els mascles poden assolir els 30 cm de llargària total.

## Alimentació
Menja mol·luscs i insectes, peixets i gambes.

## Hàbitat
Viu en rius, llacs, embassaments i ràpids.

## Distribució geogràfica
Es troba a Àsia.

## Vàlua econòmica
Es comercialitza fresc.